# TOKYO INDIE GAMES SUMMIT
TOKYO INDIE GAMES SUMMIT（トーキョー・インディー・ゲーム・サミット、略称: TIGS）は、東京都武蔵野市の吉祥寺エリアで2023年から毎年3月上旬に開催されているインディーゲームのイベントである。
ゲームパブリッシャーのPhoenixxが企画・運営の中心を担い、開催地である武蔵野市や地元コミュニティの協力のもとで開催されている。「クリエイターファースト」を理念に掲げた出展料無料の方針と、吉祥寺の街全体を巻き込む地域連携を大きな特徴としており、開催ごとに規模を急拡大させている。

## 沿革

### 第1回（2023年）
2023年3月4日、武蔵野公会堂を単独会場として初開催。国内外のインディーゲーム開発者による約50作品（2月時点で48作品）が出展された。

### 第2回（2024年）
2024年3月2日・3日の2日間に会期を拡大。業界関係者向けのビジネスデイを初めて導入し、会場を吉祥寺東急REIホテルにも拡大。出展タイトル数は133作品に増加し、2日間の合計来場者数は9,000人以上を記録した。

### 第3回（2025年）
2025年3月8日・9日に開催。メイン会場に加え、吉祥寺PARCO、吉祥寺マルイ、ハモニカ横丁、キラリナ京王吉祥寺、コピス吉祥寺などがサブ会場となり、吉祥寺の街全体を舞台とする大規模なイベントへと発展した。出展タイトルは200を超え、来場者数は23,802人を記録した。この回から、優れたインディーゲームを表彰する「TOKYO INDIE GAMES SUMMIT AWARD」が新設された。

## 主な特徴

### クリエイター支援とビジネス機能
主催者は「クリエイターファースト」を理念に掲げ、出展料を無料とすることで、開発者が経済的負担なく作品を発表できる機会を提供している。また、ビジネスデイを設けてビジネスマッチングシステム「MeetToMatch」を導入するなど、開発者、パブリッシャー、投資家間のネットワーキングを支援する機能も強化している。

### 地域・異業種との連携
吉祥寺の商業施設や商店街と連携し、スタンプラリーやポップアップストアなどを展開。ゲームクリエイターのほか、VTuberやお笑い芸人などもステージに登場し、ゲームファン以外も楽しめる多様な文化が交差する場を創出している。

## 評価

### 国内での評価
日本のゲームメディアでは「インディーゲームの春の祭典」と称され、注目を集めている。特に、ゲームを軸に吉祥寺という地域全体を巻き込む運営形態が、クリエイターと幅広い層のユーザーや地域住民とを結びつけ、インディーゲームシーンの活性化に貢献していると評価されている。

### 国際的な評価と広がり
欧州のゲーム業界紙GamesMarktは、2025年のイベントが来場者数で前年比約2.6倍を記録したことを報じ、その急成長を指摘している。また、海外のゲームメディアDropTheSpotlightは、TIGSを「日本のインディーゲームシーンにおける主要な成長中のイベント」と評価しており、北米のRPG専門サイトRPGFanなどもイベントの様子を報じるなど、吉祥寺からインディーゲーム文化を発信する場として国際的な認知度が高まりつつある。

## 主催・運営体制
イベントの主催は「TOKYO INDIE GAMES SUMMIT運営事務局」が行っている。株式会社Phoenixxが企画立案および運営協力の中心を担う。
開催地である武蔵野市や、コミュニティFM局のむさしのFMが協力・後援している。
協賛企業にはバンダイナムコエンターテインメント、Cygames、ソニー・インタラクティブエンタテインメント、Supercellなどが名を連ねる。

## 関連イベント
- OSAKA INDIE GAMES SUMMIT - TIGSの運営に関わるPhoenixxが計画する姉妹イベント。2025年10月に大阪・梅田での初開催が発表されている[19]。
- TIGSはBitSummit（京都）など国内の他のインディーゲームイベントや、gamescom（ドイツ）、PAX（アメリカ）といった海外のゲームイベントとも連携し、プロモーション活動を行っている[20]。